# Croazia ai XVII Giochi olimpici invernali
La Croazia partecipò ai XVII Giochi olimpici invernali, svoltisi a Lillehammer, Norvegia, dal 12 al 27 febbraio 1994, con una delegazione di 3 atleti impegnati in due discipline.